# خرفان البحر
خرفان البحر (الاسم العلمي:Trichechidae) هي فصيلة من الحيوانات تتبع رتبة الخيلانيات من طائفة الثدييات.

## أجناس
- خروف البحر